# Џон Бардон
Џон Мајкл Џонс (25. август 1939 — 12. септембар 2014) био је енглески глумац. Добио је награду Лоренс Оливије Авард, 1988. године за најбољег глумца у мјузиклу Пољуби ме, Кејт. Дана 12. септембра 2014. године објављено је како је Бардон умро 75 години.
Био је најпознатији по улози Џима Бранинга у популарној британској ТВ серији Истедрерс. Своју каријеру глумца завршио је марту 2011. године због лошег здравља. Због јако лошег здравља је и преминуо.